# Appennino reggiano
L'Appennino reggiano è una sezione dell'Appennino tosco-emiliano posta nella provincia di Reggio Emilia, di cui occupa circa la metà della superficie.

## Geografia

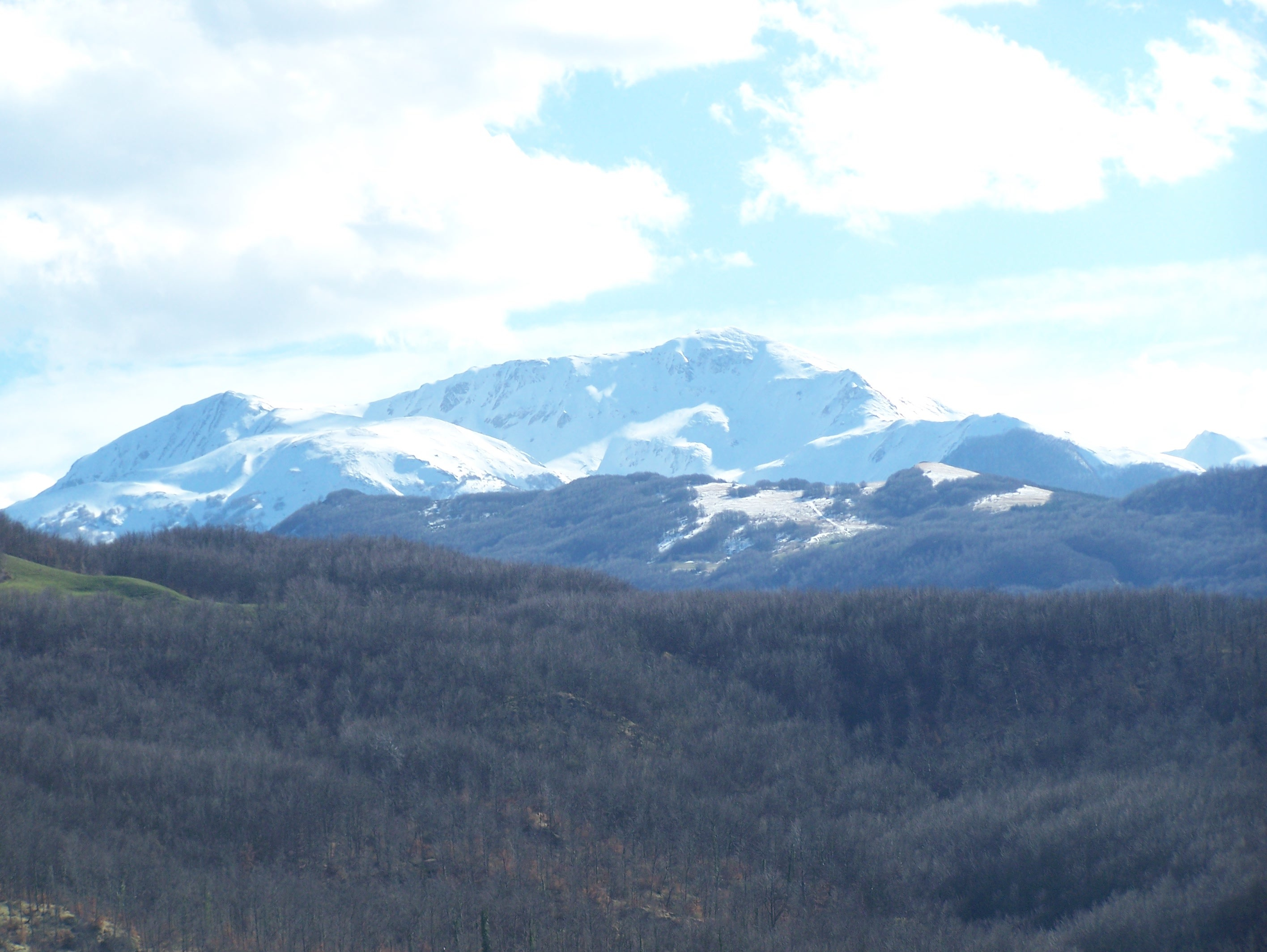
L'Alpe di Succiso (2.017 m)

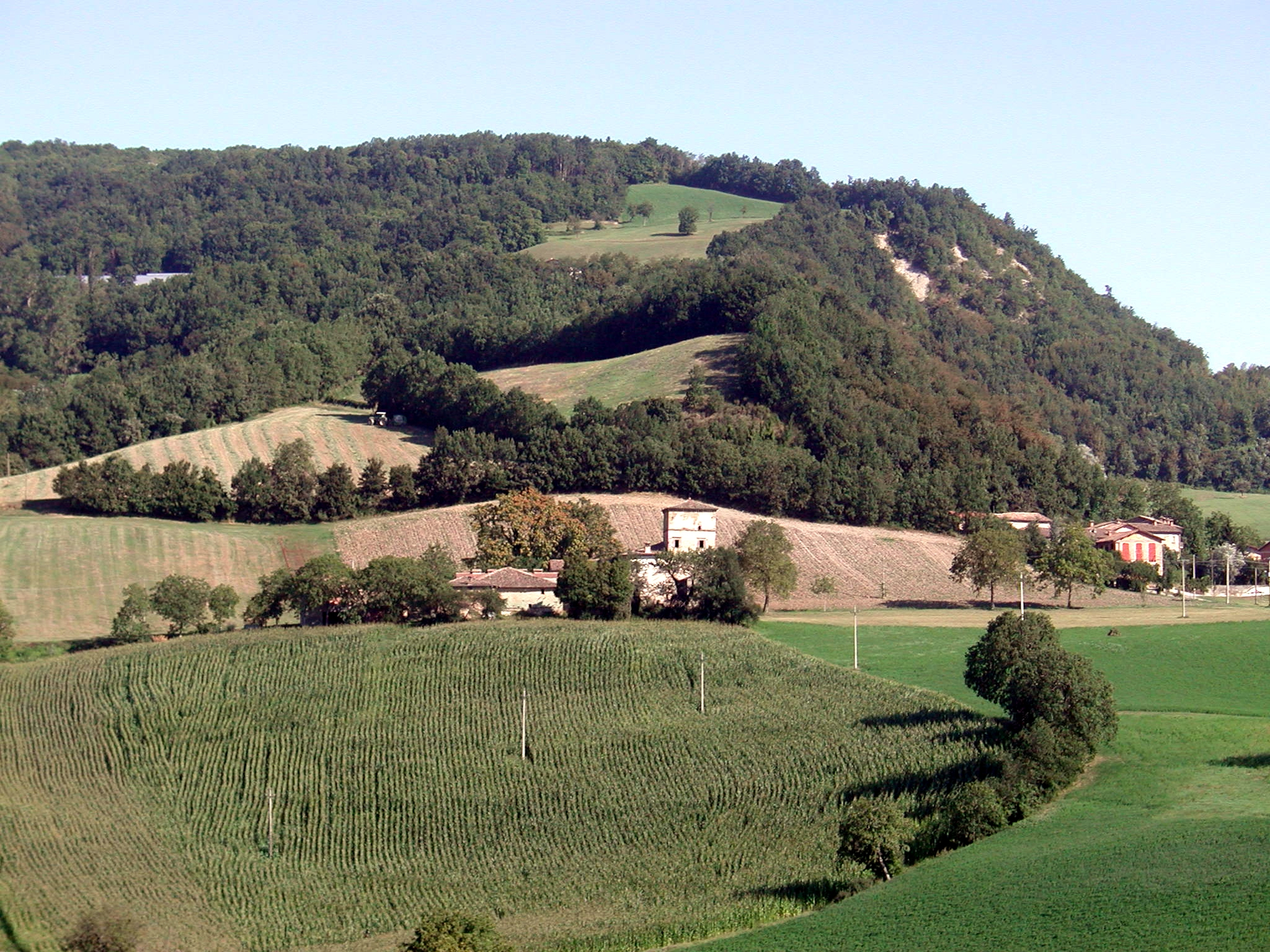
Paesaggio appenninico con case torre: comune di Carpineti.

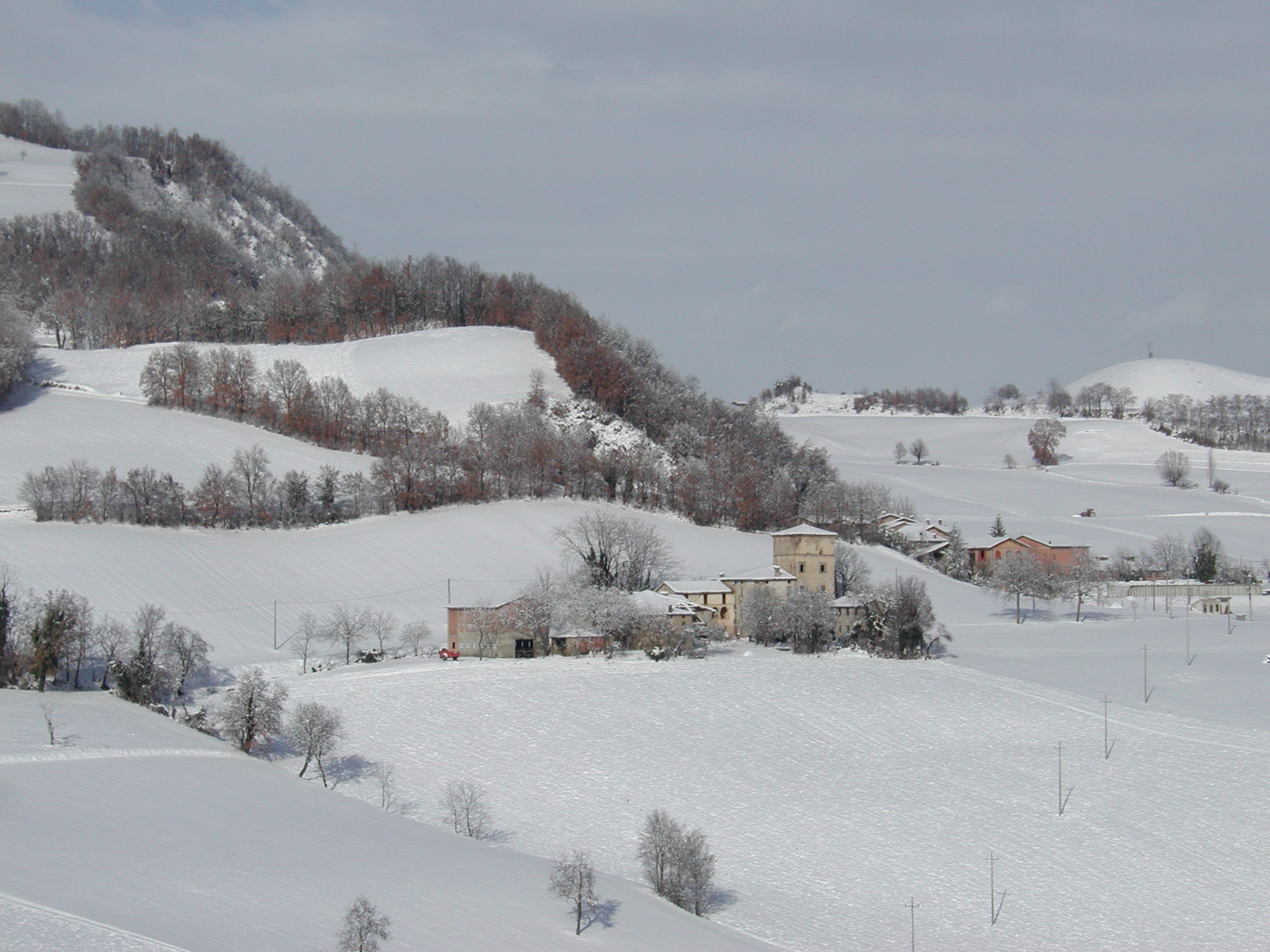
lo stesso paesaggio sotto la neve

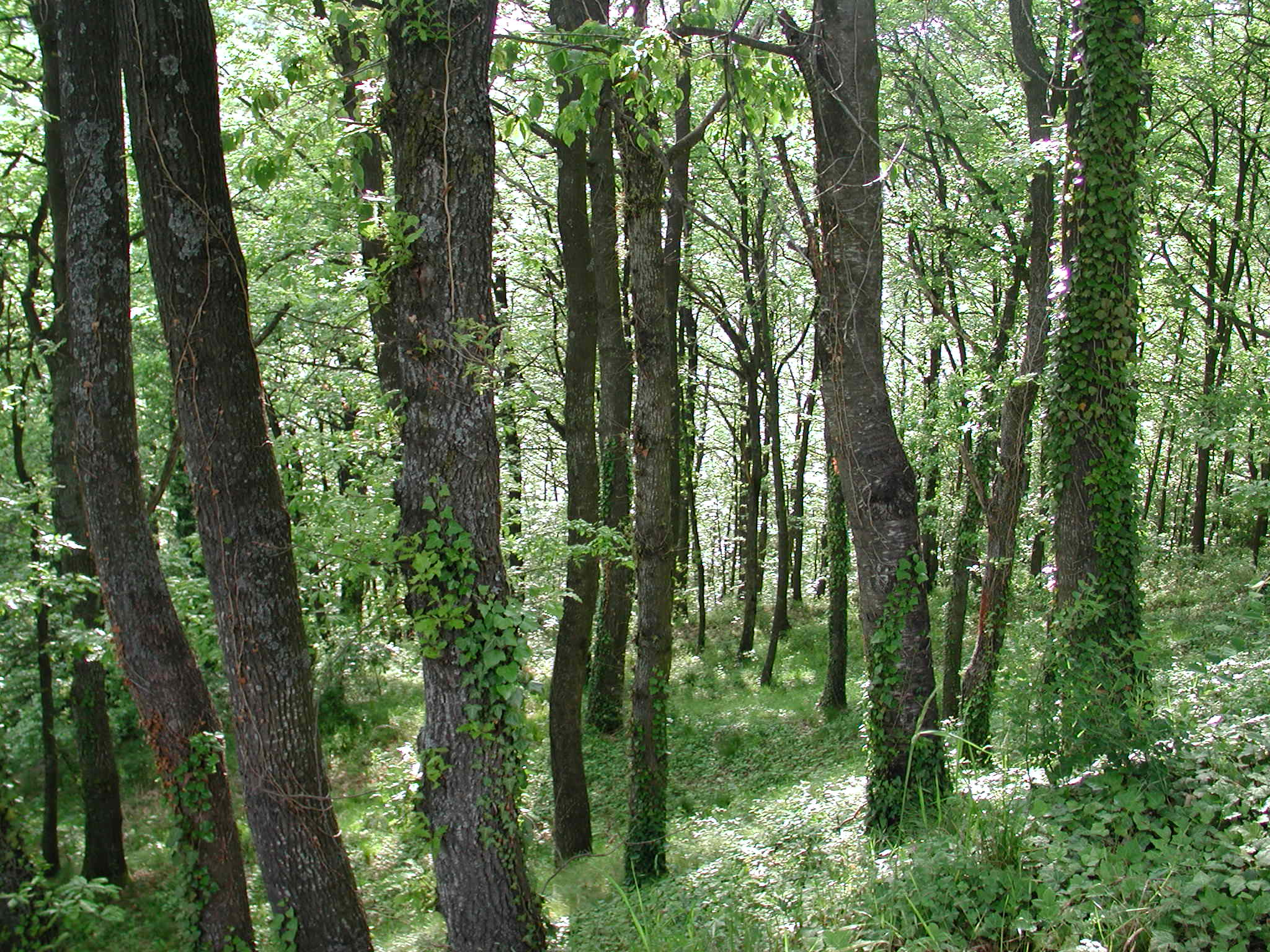
bosco di querce

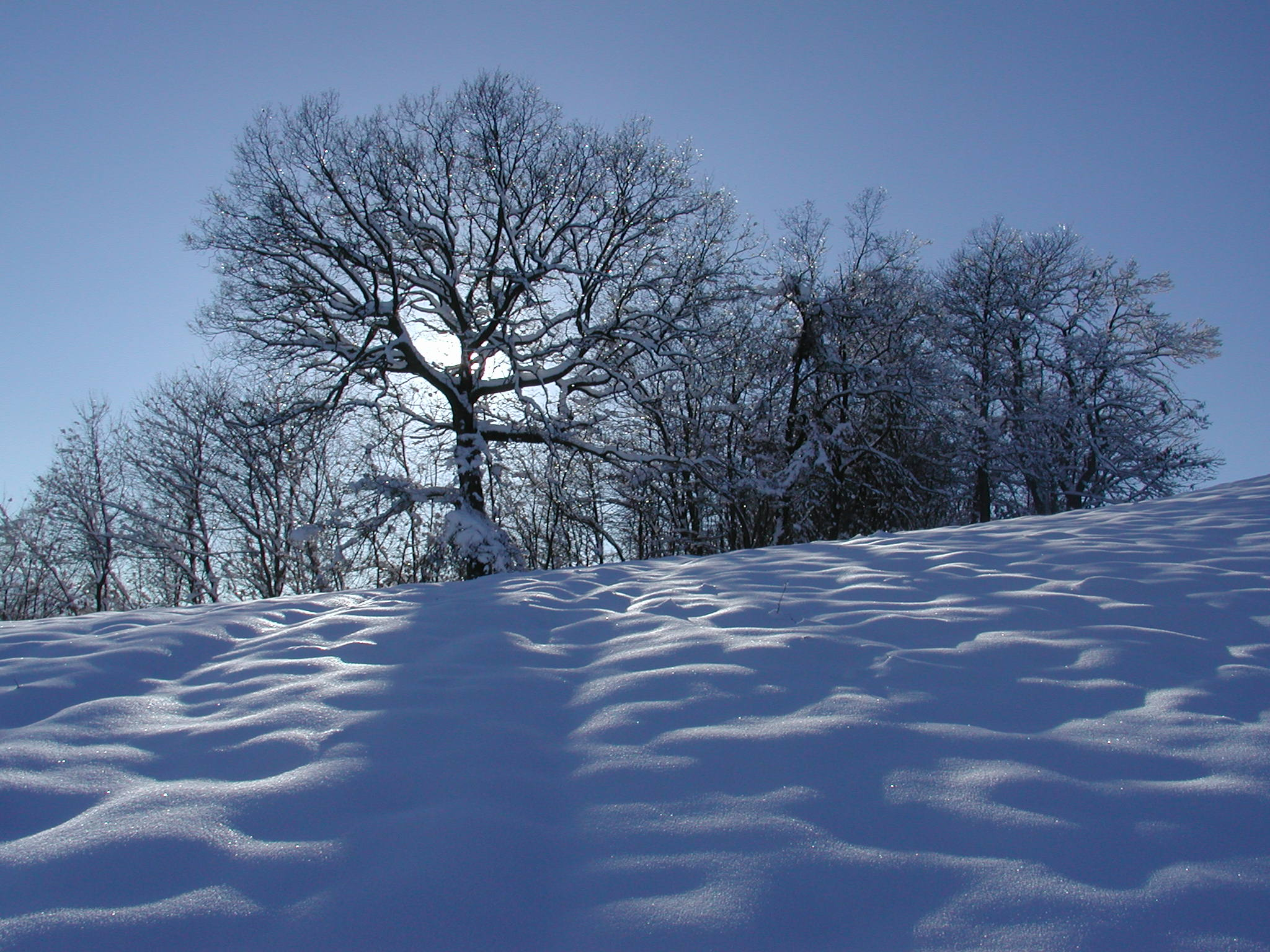
paesaggio invernale

L'Appennino reggiano confina a nord con la Pianura Padana, a sud con la Garfagnana, ad ovest con l'Appennino parmense ed ad est con il Frignano.
Il territorio dell'Appennino reggiano comprende i seguenti comuni, raggruppati nella comunità montana dell'Appennino reggiano:
Castelnovo Monti, è il comune più popoloso e può essere considerato il "capoluogo" dell'Appennino reggiano, il nuovo comune di Ventasso che dal 2016 comprende gli ex comuni di Collagna, Busana, Ramiseto e Ligonchio e il comune di Villa Minozzo dell'alto Appennino; mentre i comuni di Vetto, Canossa, Casina, Viano, Baiso, Carpineti e Toano sono localizzati nella fascia del medio-basso Appennino.
I seguenti comuni fanno invece parte della prima fascia collinare e dell'alta pianura: 
Quattro Castella, 
Vezzano sul Crostolo, 
Albinea, 
Scandiano, 
San Polo d'Enza.
Il territorio dell'Appennino reggiano è particolarmente interessante dal punto di vista naturalistico e paesaggistico ed è preservato da un basso livello di antropizzazione e bassa densità di popolazione. Inoltre, non è attraversato da autostrade o ferrovie e gli insediamenti industriali sono limitati ad alcune zone della fascia basso appenninica.
I territori dei comuni di Castelnovo Monti, Villa Minozzo, Busana, Ramiseto, Collagna e Ligonchio sono in parte inclusi nel Parco Nazionale dell'Appennino Tosco-Emiliano.

### Cime dell'Alto Appennino
La dorsale dell'Appennino reggiano si estende da nord ovest a sud est dal Passo del Lagastrello (m 1.200) che lo divide dall'Appennino parmense, al Monte Giovarello (m 1.760) che confina con l'Appennino modenese.
Seguendo la linea del crinale si incontrano successivamente il massiccio dell'alpe di Succiso (m 2.017) fra l'Enza e la Secchia, col Monte Alto (m 1.904), i due vicini passi dell'Ospedalaccio (m 1.220) e del Cerreto (m 1.261) alla testata della valle della Secchia, indi Monte La Nuda (m 1.894), il Belfiore (m 1.810) e i due valichi del Cavorsella (m 1.507) e del Pradarena (m 1.579) divisi da uno sperone del Cavalbianco; il Monte Sillano (m 1.864) ed il Monte Prado (m 2.053) divisi dal Passo di Romecchio (m 1.680), il Monte Vecchio (m 1.981) e il Monte Giovarello (m 1.760) divisi dal Passo delle Forbici (m 1.574).
Dalla dorsale si staccano varie catene digradanti verso la pianura a nord, alcune delle quali, disegnando un semicerchio rivolto a nord ovest, innalzano la prossima testata ad un'elevazione anche maggiore delle maggiori cime della dorsale stessa, e così dal Monte Alto si eleva l'Alpe di Succiso a 2.017 m con l'anticima del Casarola a 1.978 m; dalle pendici del Belfiore il Monte Cavalbianco a 1.855 m; dalle pendici del Prado il Cusna - cima più elevata della provincia di Reggio Emilia - che si innalza fino a 2.120 m.
Questa disposizione si ripete attorno al Cimone, in territorio modenese, il cui piede si distacca dal Libro Aperto formando un semicerchio volto a nord ovest.
Vengono così a delimitarsi altrettante linee di displuvio decorrenti, grosso modo, da sud ovest e limitanti le vallate della Liocca, della Secchia dell'Ozola, del Dolo che segna il confine fra l'Alto Appennino reggiano e quello modenese.
In queste catene minori delimitanti le varie vallate si elevano monti di notevole importanza, quali il Monte Ventasso (m 1.727) fra l'Enza e la Secchia, il Cisa (m 1.698) e il Prampa (m 1.698) che continuano la catena del Cusna fra la Secchia e il Secchiello, la Penna di Novellano (m 1.260) sulla dorsale che divide il Secchiello dal Dolo.

### Il Medio e Basso Appennino
La Pietra di Bismantova, nel comune di Castelnovo Monti, è una caratteristica formazione geologica che si staglia isolata, ben visibile da tutto il territorio dell'Appennino reggiano. Di notevole importanza naturalistica e geologica è l'alta valle del Secchia, con le bianche pareti dei Gessi Triassici, antichissime formazioni rocciose risalenti ad un periodo di circa 200 milioni di anni fa, e le Fonti di Poiano, la più importante risorgente carsica dell'Emilia-Romagna.
Questa zona è caratterizzata dalla presenza di pievi e castelli matildici, di cui il più celebre è quello di Canossa.

### La fascia pedecollinare
Anch'essa è caratterizzata dalla presenza storica di edifici altomedievali di età matildica.

### Vegetazione

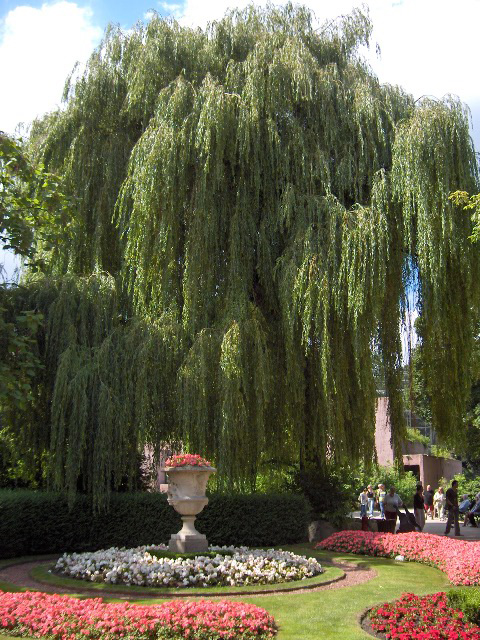
Salice

Estesi boschi di faggio ricoprono le montagne tra quota 900-1.000 m fino ai 1.700-1.800 m, raramente intervallati da rimboschimenti di conifere. Lungo i numerosi corsi d'acqua i faggi lasciano il posto a salici, pioppi e ontani e fra la vegetazione erbacea risaltano le enormi foglie cuoriformi dei farfaracci. Da segnalare una ridotta popolazione naturale di abete bianco, presente nella valle dellOzola, sul Monte Ventasso e al passo del Cerreto. Questa specie ha subito una drastica riduzione a causa di cambiamenti climatici che hanno favorito lo sviluppo del faggio. I castagneti sono solitamente localizzati vicino ai centri abitati, a testimonianza dell'importanza che questa risorsa aveva un tempo per l'economia locale. Nelle aree meno pendenti i boschi lasciano il posto a prati e pascoli sfruttati per l'allevamento e ricchi di fioriture. Ad alta quota il paesaggio si apre su vaste praterie e brughiere a mirtillo interrotte solo dalla roccia affiorante.

## Storia

### Preistoria ed età antica
Gli insediamenti preistorici appenninici sono stati studiati a partire dal XIX secolo, in particolare grazie agli studi dell'abate Gaetano Chierici, un fondatore degli studi di paletnologia in Italia.
I primi spostamenti e insediamenti di popolazioni possono risalire alla fase di prosciugamento della Pianura padana, e sono localizzati principalmente sulle alture del basso Appennino. Le tracce ritrovate sono databili al neolitico, al paleolitico, all'età del bronzo recente e all'età del ferro. In seguito si hanno notizie di Umbri, Pelasgi ed infine Etruschi, che si insediarono per circa cinque secoli, per essere poi cacciati dai Galli nella pianura e dai Liguri nell'Appennino, finché anche questi ultimi furono sconfitti dai Romani con Marco Emilio Lepido.
In età romana si ebbe l'insediamento di Luceria, nella pedecollina vicino al torrente Enza.

### Medio Evo ed età moderna
Il territorio appenninico, fino almeno all'XI secolo, era diviso in due circoscrizioni principali: il territorio del castrum Verabulum, che aveva il suo centro nell'attuale Carpineti, e il territorio del castrum Bismantuae, cioè di Bismantova, l'attuale Castelnovo Monti.
Il Medio Evo è caratterizzato dallo sviluppo dei Feudi e dalla costruzione di numerosi castelli. Fra gli altri ebbe importanza la famiglia della casata dei Canossa, che raggiunse l'apice con la Contessa Matilde, nel periodo delle lotte per le investiture che culminarono nel famoso episodio di Enrico IV a Canossa, nello storico castello, e con le successive lotte per il possesso del patrimonio Matildico.
Chi si fu più interessato a garantirsi i diritti sulle terre della Grancontessa fu il Comune di Reggio, sorto proprio poco dopo la morte di Matilde di Canossa. L'espansione del Comune nell'Appennino reggiano iniziò nella seconda metà del 1100 e terminò circa un secolo dopo. La sottomisisone del contado garantiva a Reggio di poter disporre di maggiori risorse economiche e umane per le guerre, alimentari e materiali per la popolazione urbana che in quel periodo necessitava di quantità sempre maggiori di alimenti e materie prime. Tra i primi villaggi a sottomettersi al Comune vi furono Baiso e Castellarano, nel 1169. Più tardi, in un periodo compreso tra il 1188 ed il 1240 giurarono anche, tra le altre, Castelnovo ne' Monti, Leguigno, Felina, Cavola, Ramiseto, Carpineti, Cerreto Alpi, Cervarezza e i borghi della Val d'Asta. Non furono queste vere e proprie conquiste militari, ma sottomissioni volontarie poiché era interesse dei reggiani evitare di impegnarsi in lunghi assedi contro castelli ben muniti assicurarono e interesse dei nobili montanari avere dalla loro parte un potente alleato contro i feudatari vicini. Rimanevano escluse dall'influenza reggiana Sologno, la valle dell'Ozola, Toano e buona parte della Val d'Enza. Non di rado vi furono scontri con i comuni vicini, in particolar modo con Parma, per il possesso dei castelli appenninici.
Vennero poi gli Estensi che tennero la provincia reggiana e l'Appennino, salvo brevi interruzioni, dal sec. XIII al 1796.
Fu quindi proclamata la Repubblica Cispadana (27 dicembre 1796), poi la Cisalpina e infine la Repubblica Italiana, con Napoleone primo Console.
Durante quest'ultimo periodo i Commissari nell'Emilia furono sostituiti dai Prefetti Dipartimentali e la montagna reggiana appartenne al Dipartimento del Crostolo con sede a Reggio.
Nell'ultima parte del dominio estense, con Napoleone e poi di nuovo la Restaurazione vennero avviati e compiuti i lavori della strada del Cerreto, di comunicazione fra Reggio e Sarzana, attraverso il Valico del Cerreto.
Coi decreti del 4 e 27 dicembre 1859 di Luigi Carlo Farini, a seguito dell'estinzione del ducato estense, l'Appennino ebbe una sistemazione amministrativa definitiva come il resto della Provincia di Reggio Emilia.

## Arte e archeologia

### Età antica e medievale
La zona montana della Provincia di Reggio, come quella della pianura, possiede interessanti vestigia archeologiche.
Importante in questi studi fu l'abate prof. Gaetano Chierici, che dai rilievi fatti trasse dati fondamentali per la dottrina delle prime migrazioni umane nella Lombardia, e la documentazione del succedersi delle varie età preistoriche.
Importantissimi, per la paletnologia, i ritrovamenti fatti dal Chierici di terramare dell'età del bronzo alla Torretta, a Castellarano, a Roteglia, a Monte Venera; dei residui di fondi di Capanne lungo il torrente Crostolo ad Albinea, a Rivaltella e a Calerno; delle Stazioni all'aperto di Pratissolo, cui seguono in ordine di tempo le vestigia di armi ed utensili scoperti nella Tana delle Mussina, le reliquie sepolcrali di S. Ilario e di S. Polo, i pozzi sepolcrali di Servirola di S. Polo e di Castagneto e la necropoli di Bismantova, appartenenti alle più recenti età del bronzo e del ferro.
In età medievale l'Appennino vide la costruzione di numerosi castelli. Ciò si deve principalmente alla potenza dei Canossa, le cui enormi ricchezze accumulate permisero al conte Bonifacio con la moglie Beatrice di costruire o ampliare fortezze e castelli e di impiegare somme ingenti in preziose opere d'oreficeria e cesello.
Anche la contessa Matilde promosse la costruzione di numerose chiese ed oratori nel reggiano, nell'Appennino Modenese, in Toscana nel Mantovano. Fece numerose donazioni ad abbazie e monasteri, ed eresse fortificazioni di molti paesi in piano e in montagna. In particolare abbellì due dei castelli appenninici da lei prediletti, quello di Canossa e Carpineti.

### Architettura

#### Architetture religiose

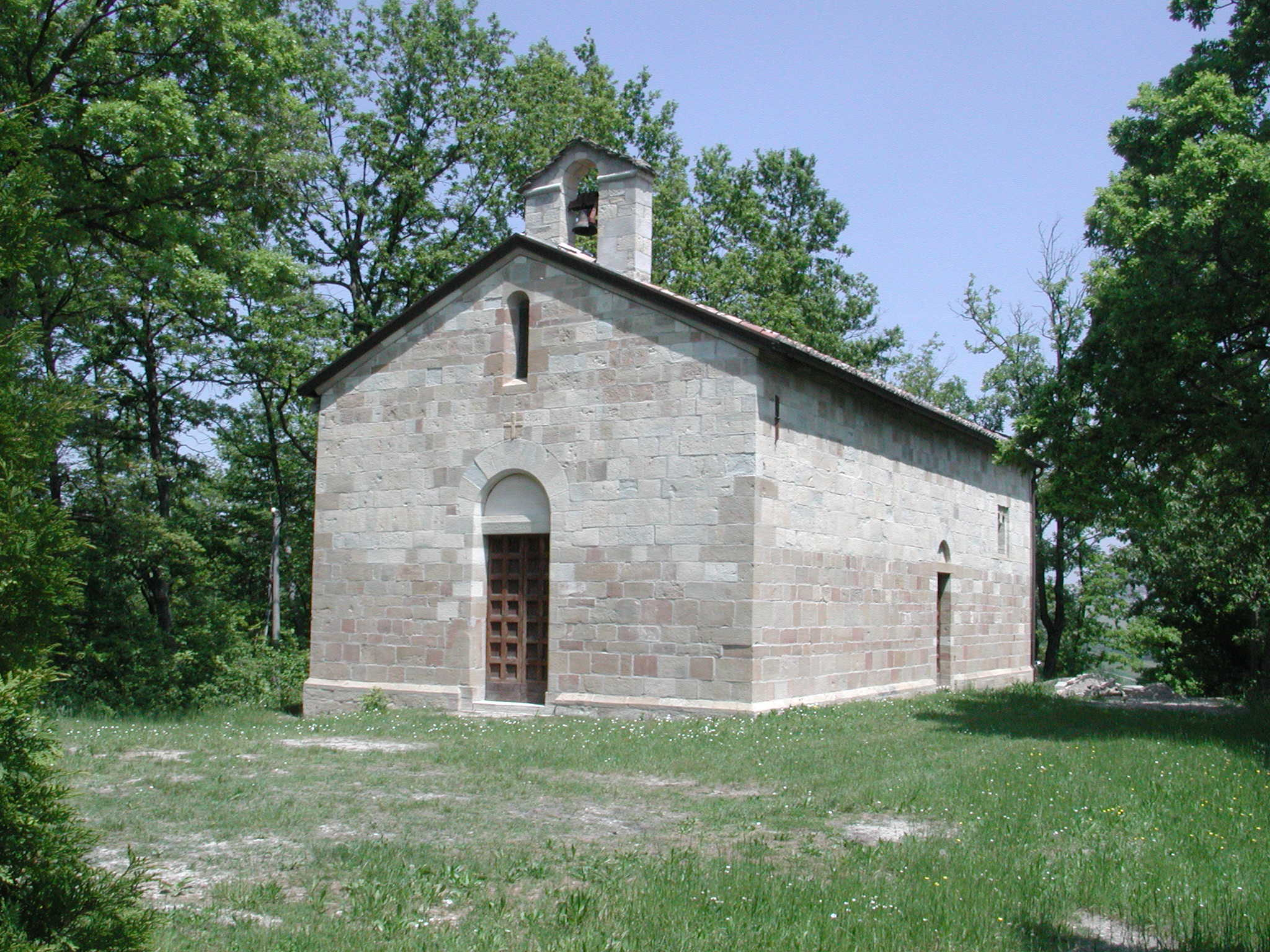
oratorio di Beleo (Casina)

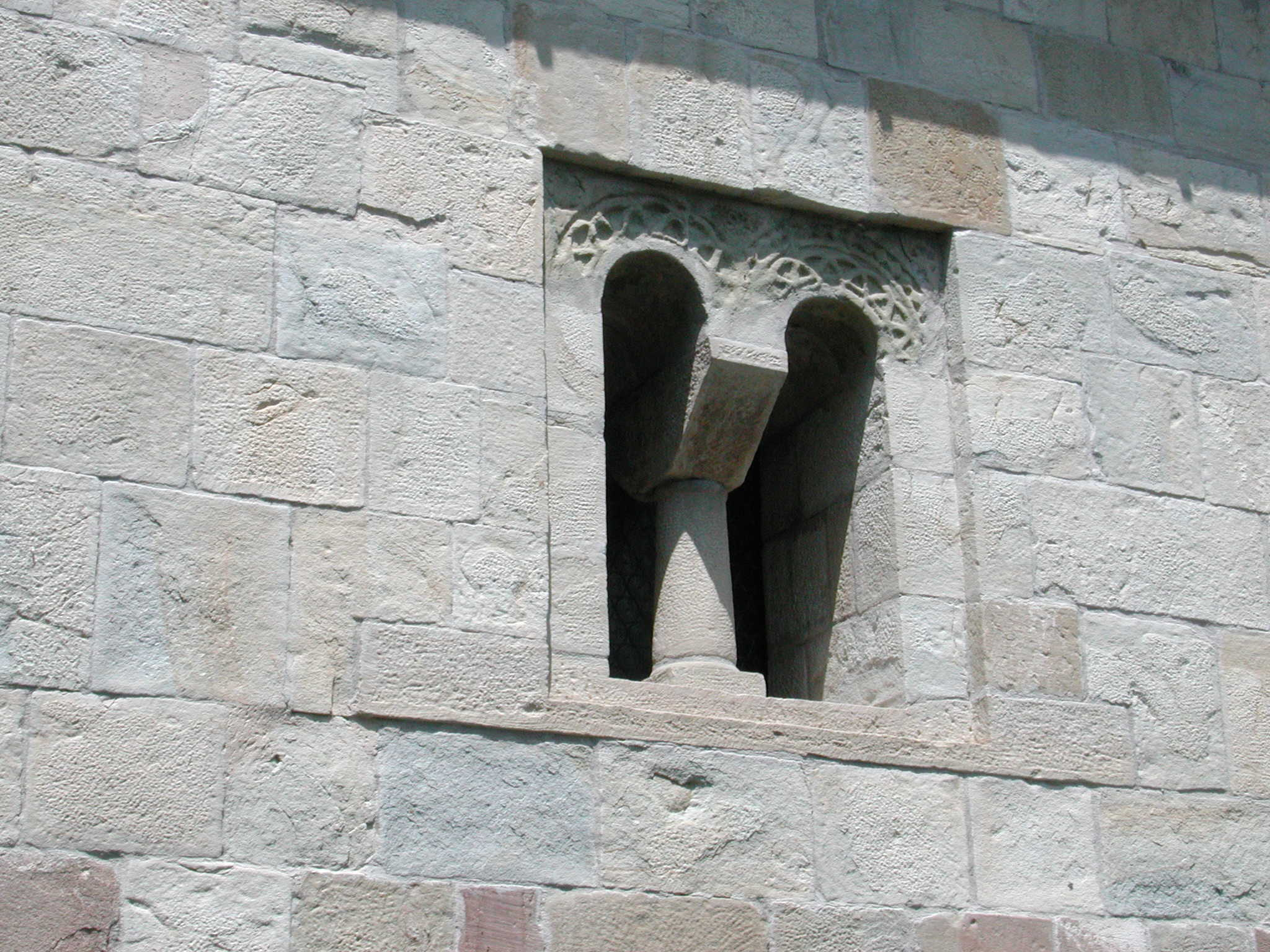
particolare bifora

Le chiese spesso sono di origine e impianto altomedievale, modificate nel corso dei secoli.
Solitamente sono piccole, a pianta rettangolare, ad una o tre navate ed abside, orientate con la facciata a ponente.
Ad esempio la chiesa di Sant'Apollonio di Canossa è a tre navate con cripta sotto al presbiterio rialzato alla quale si scende per due scalette laterali.
Le navate sono divise da colonne semplici, o polistile nelle costruzioni più avanzate, per sostenere le crociere, oppure le coperture a capriate o gli impalcati dipinti.
La porta principale, sempre archivoltata, è priva per lo più di nartece. Nelle chiese più antiche manca lo strombo e l'archivolto è ornato di semplice bassorilievo: gli stipiti sono lisci e nel timpano non è alcuna scultura. In altre più elaborate vi è il portale strombato con colonnette e capitelli scolpiti o il timpano con bassorilievi allegorici.
La porta secondaria, sempre sulla parete di mezzogiorno, architravata o archivoltata, è spesso ornata di fiorami e figure simboliche a bassorilievo, cornici, colonne e capitelli.
Il rosone sulla facciata è ridotto alle dimensioni di un finestrino e può essere rotondo o lobato a semplice contorno. Gli archetti di coronamento, in un sol pezzo, sorretti da mensoline, girano sotto il tetto tutto attorno all'edificio impostandosi su lesene che scendono sullo zoccolo: sopra gli archetti spesso è una serie di conci sega o a dente. Le finestre sono a feritoia semplicemente o doppiamente strombate o bifore con archivolti scolpiti; la torre, quando esiste, è a sezione quadrata staccata dalla chiesa in posizione variabile o talvolta è costituita da un sopraelevamento del muro sulla destra della facciata.
II materiale usato in queste chiese è tratto sempre da cave locali, è la pietra arenaria squadrata (lapis quadratus) e nelle costruzioni matildiche l'arenaria di Canossa; i conci sono sempre tagliati esattamente parallelepipedi e posti in opera con poca calce.

#### Castelli
Il castello assume grande importanza; spesso difeso da più ordini di mura merlate (di solito tre) munito di torri e rivellini. Porte e postierle mettono in comunicazione i primi recinti col più interno più alto, ove è l'abitazione del signore, composta di locali angusti e scarsamente illuminati da feritoie che si aprono in muri di grande spessore.
Nel recinto interno si trova il cortile e, in un angolo, si può trovare la gran torre o cassero, ultima difesa del castello (come a Carpineti, Canossa, Dinazzano); a volte sul cortile si apre anche una piccola chiesa ad uso del castellano (Carpineti).
Al cortile interno si sale per un sentiero percorribile da animali, al coperto dagli eventuali colpi dei nemici; giunti nel cortile vi sono abbeveratoi per cavalli in pietra, piantati nel terreno (Castello di Canossa).
Numerose piccole torri per le vedette (guardiole) sono sparse sulle mura. Nelle basi delle torri principali si trovano buie e strette prigioni (Canossa, Carpineti). Il materiale usato per queste costruzioni è il calcare da taglio; i muri hanno spessore grande, sono tutti pieni, con largo barbacane e solidamente piantati nella roccia.

#### Architettura civile
Di architettura civile medievale si trovano avanzi nei borghi d'alta montagna e di solito lontano dalle strade carrozzabili. La forma della casa medioevale è caratteristica perché formata di soli piano terreno e primo piano, con muri di grande spessore, con finestre piccole quadrate, con l'orditura del tetto formato di grosse travi che sostengono il pesante coperto di lastre calcari. I solai sono di tavolato su travi e al piano superiore si accede mediante scala esterna in pietra, coperta o no, che immette in un terrazzo, sempre coperto, sul quale si apre la cucina.

#### Casa torre

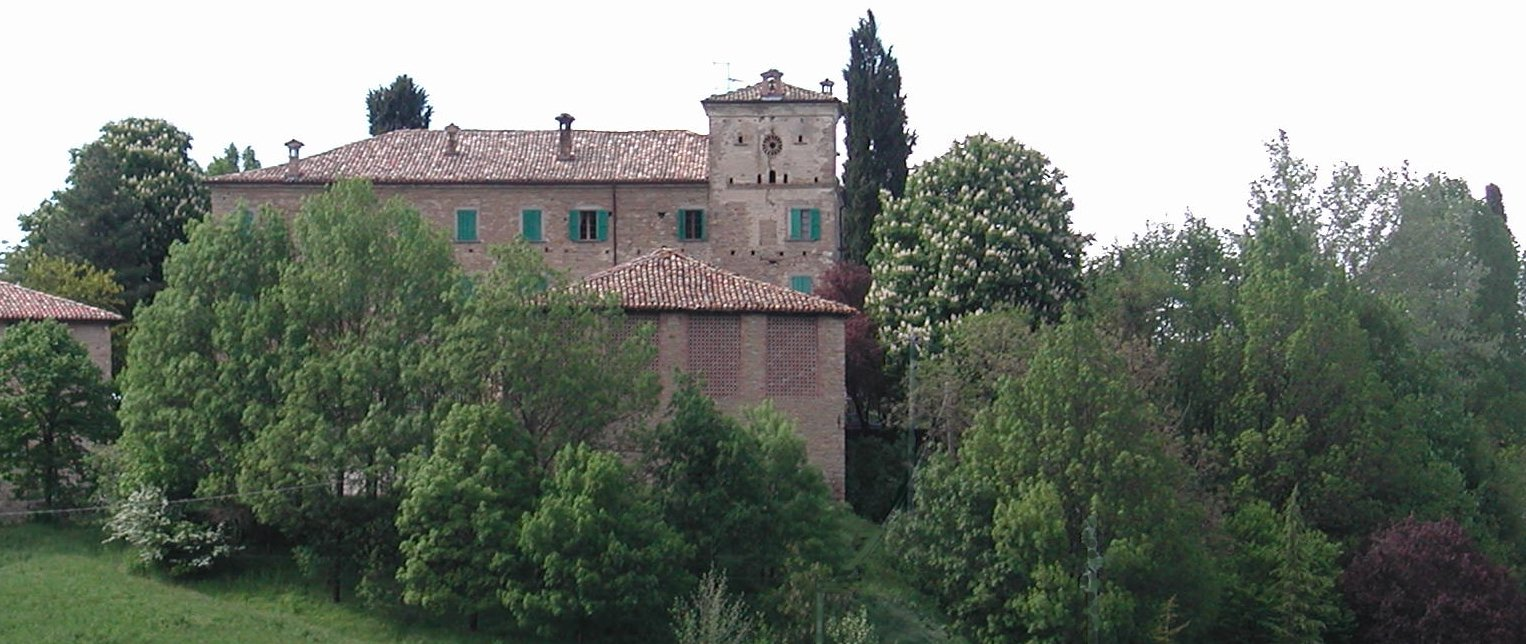
Casa a torre

La casa torre costituiva, oltre che ricovero, luogo di difesa da banditi e da affamati durante le carestie, motivo per cui molte case, facenti già parte di un manso o podere di una corte, erano munite di torre, sempre quadrata, specie di fortilizio, ove si custodivano i viveri e tutto ciò che era necessario difendere. Di queste case torri, da alcuni anche chiamate torri-colombarie, abbiamo molti esempi in queste montagne e uno cospicuo nel borgo medioevale di Cerezzole.
Questo piccolo agglomerato di case, è anche caratteristico per la strada che l'attraversa (perfettamente orientata est-sud) per le sue case col terrazzo, per il tipo di forno pensile o sostenuto da rozzo pilastro.
Un pittoresco cavalcavia si trova tuttora nel borgo di Rossena e nel mulino di Ligonchio si riconosce una tipica costruzione medievale

### Scultura
La scultura non serve che di decorazione all'architettura e la troviamo quasi esclusivamente nelle chiese. I capitelli di forma cubica o a calice, sono a foggia varia: spesso i fogliami sporgenti agli angoli fan ricordare i capitelli corinzi. Animali simbolici misti a fiori, uccelli fantastici, figure che lontanamente rassomigliano all'umana (Castellarano, S. Vitale), sono i soggetti che comunemente s'incontrano nei capitelli più antichi dei quali son formati di semplici volute ioniche (S. Apollonio).
Notevoli sono i capitelli della chiesa di Santa Maria di Toano, uno dei quali porta scolpite ad alto rilievo figure di uomini a cavallo ed in atteggiamenti diversi.
La colonna è liscia, rastremata, a volte a sezione poligonale (Castellarano) e finita per lo più da base attica.
I bassorilievi sono frequentissimi e adornano gli archivolti e i timpani delle porte. I più antichi sono ad opera schiacciata (Castellarano), altri sono rilevati e rappresentano semplici motivi di palmette e fiorami, o scene religiose mitiche, o mostri contorti incorniciati in fettucce ricorrenti tutto torno le formelle (Bibbiano, Quattro Castella).
La figura umana è rara (Toano, Quattro Castella, S. Vitale) e spesso piuttosto goffa.
Il materiale usato è l'arenaria locale; più tardi troviamo il marmo di Verona e di Carrara.
(parte dell'articolo riprende e rielabora la "Guida dell'Appennino Reggiano" del Club Alpino Italiano ed. 1930)

## Turismo
Il turismo dispone di un largo potenziale, tuttora solo in parte sfruttato. 
Nel periodo estivo, l'Appennino è di forte richiamo per l'escursionismo. La rete dei sentieri si estende tra cime che superano i 2.000 m su un territorio intatto dal punto di vista naturale e protetto dalla presenza del Parco nazionale dell'Appennino Tosco-Emiliano.
Di forte attrazione anche raccolta di funghi, castagne, mirtilli, lamponi e prodotti del sottobosco, regolata da tesserini-permesso.
In inverno, diverse stazioni sono attrezzate per gli sport invernali, tra cui sci alpino e sci di fondo. Cerreto Laghi è sicuramente uno dei comprensori più importanti a livello regionale. È dotato di 11 piste da discesa, 4 impianti di risalita, 2 piste da fondo e palaghiaccio. Altre stazioni sono Ventasso Laghi, Pratizzano e Febbio.

### Sentieri e rifugi
La provincia di Reggio Emilia dispone di una estesa rete si sentieri (circa 1250 km) sviluppata prevalentemente nella zona montuosa e collinare dell'Appennino. La rete sentieristica è contrassegnata dalla segnaletica CAI di colore rosso-bianco, e la numerazione è contraddistinta da un numero dispari a tre cifre che inizia con 6, ad esempio n.615 (i numeri pari si trovano sul versante toscano). Il crinale appenninico, e i passi Pradarena, Cerreto e Lagastrello, sono attraversati dal sentiero 00 Grande Escursione Appenninica (Sentiero Europeo E1).
Tre sentieri tematici attraversano l'Appennino reggiano:
- Sentiero Spallanzani (130 km). Ripercorre i luoghi visitati e descritti da Lazzaro Spallanzani, celebre scienziato scandianese del 1700. Partendo da Reggio Emilia (58 m, dai musei civici intitolati al naturalista, nel centro cittadino), conduce a San Pellegrino in Alpe (1524 m), attraversando tutte le fasce di vegetazione dell'Appennino e i luoghi più importanti dal punto di vista naturalistico. Il sentiero si svolge in otto tappe e non presenta particolari difficoltà tecniche.[8]
- Sentiero dei Ducati (82.3 km). È un sentiero transappenninico che collega la collina reggiana (Quattro Castella 160 m) con la costa tirrenica (Luni 20 m). L'itinerario, che trae origine dagli antichi confini ducali che fino al 1848 dividevano borgate e vallate tra loro adiacenti, si snoda nella Val d'Enza attraverso il passo del Lagastrello. È generalmente diviso in undici tappe (sette nell'Appennino reggiano) e presenta alcune varianti.[9]
- Sentiero Matilde (circa 80 km). Ripercorre i luoghi della Gran Contessa Matilde da Canossa (219 m) fino a San Pellegrino in Alpe (1524 m) sul crinale Tosco-emiliano. Il sentiero è diviso in sette tappe, di cui cinque nell'Appenino reggiano.[10]

Le sezioni CAI di Reggio Emilia e Castelnuovo Monti provvedono alla manutenzione periodica di oltre 620 km di sentieri, garantendone la percorribilità a piedi. La Provincia di Reggio Emilia provvede alla manutenzione periodica dei sentieri Matilde e Ducati; altri Enti, come il Parco Nazionale dell'Appennino Tosco-Emiliano, la Comunità Montana dell'Appennino Reggiano e i Comuni si occupano della restante parte. Al momento esistono tre pubblicazioni che descrivono dettagliatamente i tre itinerari.
Diversi i rifugi e bivacchi sono situati sui sentieri d'alta montagna:
- Rifugio Cesare Battisti, situato presso il Passo di Lama Lite, nell'alta valle dell'Ozola sulle pendici del Monte Cusna.[12]
- Rifugio Bargetana, situato ai piedi del Monte Prado.[13]
- Rifugio Segheria, presso l'Abetina Reale.[14]
- Rifugio S. Leonardo, posto nell'alta valle del Dolo.[15]
- Rifugio Monte Orsaro, verso il Passo Cisa, tra i monti Cusna, Cisa e Prampa.[16]
- Rifugio Paolo Consiglio, nel vallone del Rio Pascolo, presso l'Alpe di Succiso.[17]
- Rifugio Città di Sarzana, presso il Lago di Monte Acuto.[18]
- Rifugio Rio Re, nella valle del Rio Re tra passo Pradarena e val d'Ozola.[19]
- Rifugio Carpe Diem, situato al Passo Pradarena.[20]
- Rifugio Pratizzano, in località Pratizzano ai piedi del Monte Ventasso.[21]
- Bivacco S. Maria Maddalena, presso l'Oratorio di S. Maria Maddalena sul Monte Ventasso.[22]
- Bivacco Rosario, nel Vallone dell'Inferno sulle pendici del Monte La Nuda.[23]
- Bivacco Ghiaccioni, nella valle del Torrente Liocca, tra il passo di Pietratagliata e Succiso.[24]

L'Appennino reggiano è attraversato dalla Grande Ippovia dell'Appennino dell'Emilia-Romagna.

### Vie Ferrate
nell'Appennino Reggiano sono presenti vie ferrate e sentieri attrezzati con diversi gradi di difficoltà:
- Ferrata degli Alpini alla Pietra di Bismantova a Castelnovo nè Monti,
- Ferrata Ovest o dell'Ultimo Sole alla Pietra di Bismantova a Castelnovo nè Monti,
- Ferrata Balze del Malpasso a Quara di Toano,
- Ferrata Barranco del Dolo a Civago,
- Ferrata del Monte Penna a Civago,
- Sentiero Attrezzato dei Groppi di Camporaghena tra il Passo del Cerreto e il Passo del Lagastrello,
- Sentiero Attrezzato del Monte Gendarme nei pressi del Passo del Cerreto.

## Economia
L'agricoltura rimane il principale settore economico dell'Appennino reggiano. Il Parmigiano Reggiano è sicuramente il prodotto più rilevante e la produzione dell'Appennino è contraddistinta da un elevato standard di qualità. Molto radicato è anche l'allevamento di ovini, anche se la produzione di pecorino è limitata al mercato locale anche se un tempo rappresentava circa la metà dell'economia di sussistenza. Oggi si produce il Pecorino dell'Appennino Reggiano, tutelato e promosso dal Consorzio Conva, in alcune aziende autorizzate (Succiso, Faieto, Villa Minozzo). Importante anche la produzione di cereali, tra cui, di recente, la riscoperta del farro.
Limitata è la presenza industriale. A partire dagli anni sessanta, lo sviluppo industriale nella pianura ha causato un forte spopolamento della montagna. Il boom dell'industria della piastrella nel vicino distretto di Sassuolo, portò alla nascita di fabbriche anche nella collinare, localizzate a Roteglia e Viano, e a Fora di Cavola. Quest'ultima è di fatto l'unica zona industriale dell'Appennino Reggiano.

## Accessibilità

### Auto
L'Appennino reggiano non è attraversato da nessuna autostrada o ferrovia (la ferrovia regionale Reggio - Ciano termina in comune di Canossa). Sul versante emiliano, gli svincoli autostradali più vicini sono Reggio Emilia e Campegine sull'A1, sul versante tirrenico Aulla (Autostrada A15).
Diverse strade provinciali, per la quasi totalità devastate e originarie degli anni 30, permettono il collegamento con la pianura. L'asse stradale principale è costituito dalla strada SP63R del Valico del Cerreto, che congiunge Reggio Emilia a Castelnovo Monti e alle provincie di Massa e La Spezia. La strada, posta in posizione centrale rispetto alla provincia di Reggio Emilia, collega vari centri dell'Appennino, tra cui Vezzano sul Crostolo, Casina, Busana e Collagna. Il passo del Cerreto (1.261 m) è il principale valico tra l'Appennino reggiano e il versante tirrenico. Dista circa 70 km da Reggio Emilia e 50 km da La Spezia. Altri valichi sono il Passo Pradarena (1.579 m) e il Passo del Lagastrello (1.200 m).
Il sistema stradale dell'Appennino reggiano è organizzato su altre due dorsali nord-sud tra pianura e montagna: la fondovalle Enza a ovest e la fondovalle Secchia a est. Entrambe si congiungono alla strada SP63R del Valico del Cerreto nei pressi di Castelnovo Monti lasciando isolato il crinale, particolarmente selvaggio e difficile da raggiungere. Nella fascia collinare, la strada Pedemontana (numerazione SP467R, SP37, SP21 e SP23) funge da congiunzione est-ovest tra queste tre strade.
L'asse stradale della Val d'Enza è costituito dalla strada provinciale SP513R che congiunge Castelnovo Monti con San Polo d'Enza (SP23) attraverso Vetto e Canossa. La fondovalle Secchia (SP486R, SP19 e SP9) si innesta alla strada Pedemontana (SP467R) nei pressi di Sassuolo e raggiunge Castelnovo Monti attraversando i comuni di Castellarano, Toano e Villa Minozzo.
Ulteriore collegamento pianura-montagna è la fondovalle Tresinaro (SP7) che collega Scandiano, Viano, Baiso, Carpineti e la strada SP63R del Valico del Cerreto.

### Autobus
Il trasporto pubblico tramite autobus di linea è gestito da SETA S.p.A.

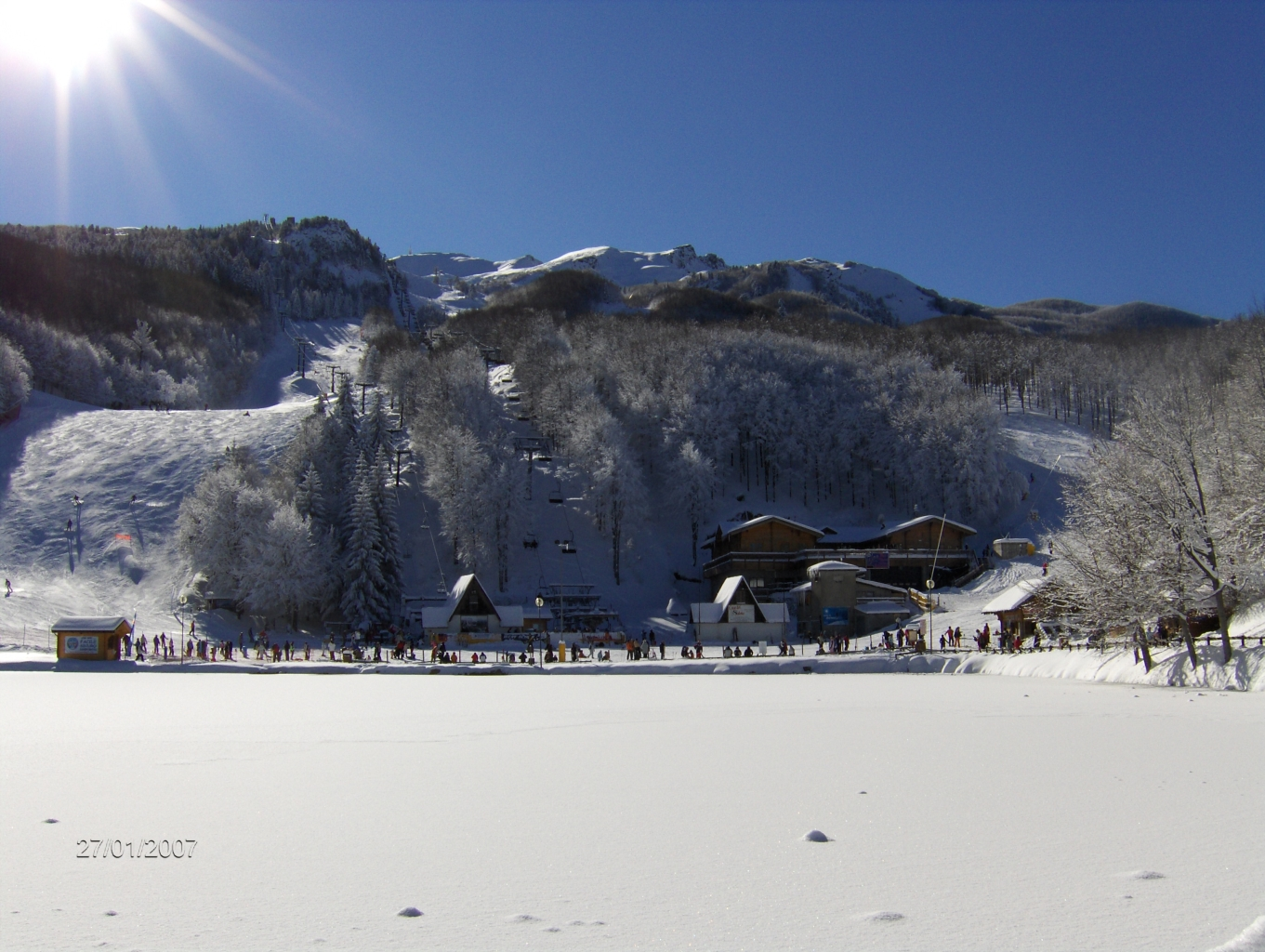
La stazione sciistica di Cerreto Laghi.

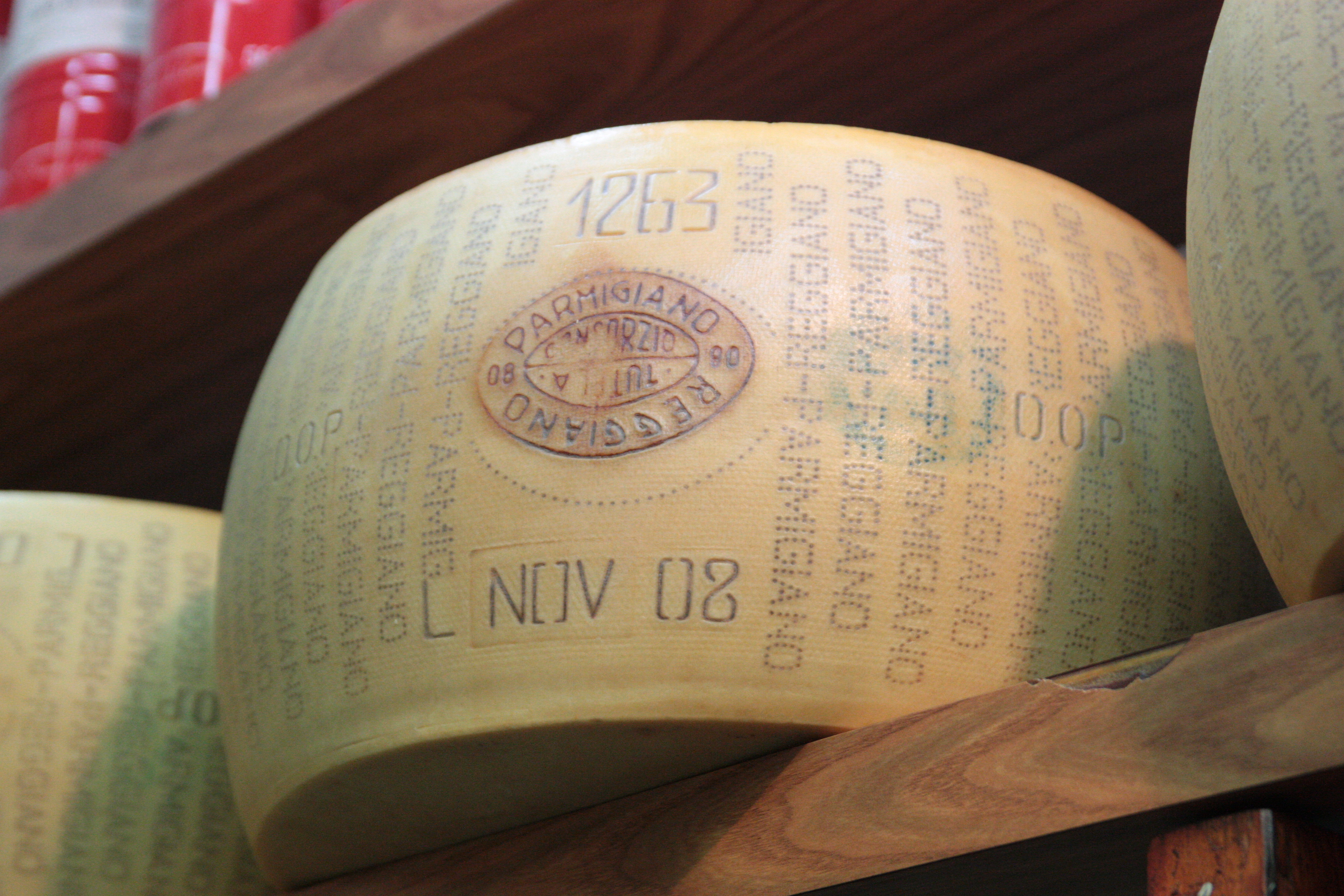
Il Parmigiano Reggiano.

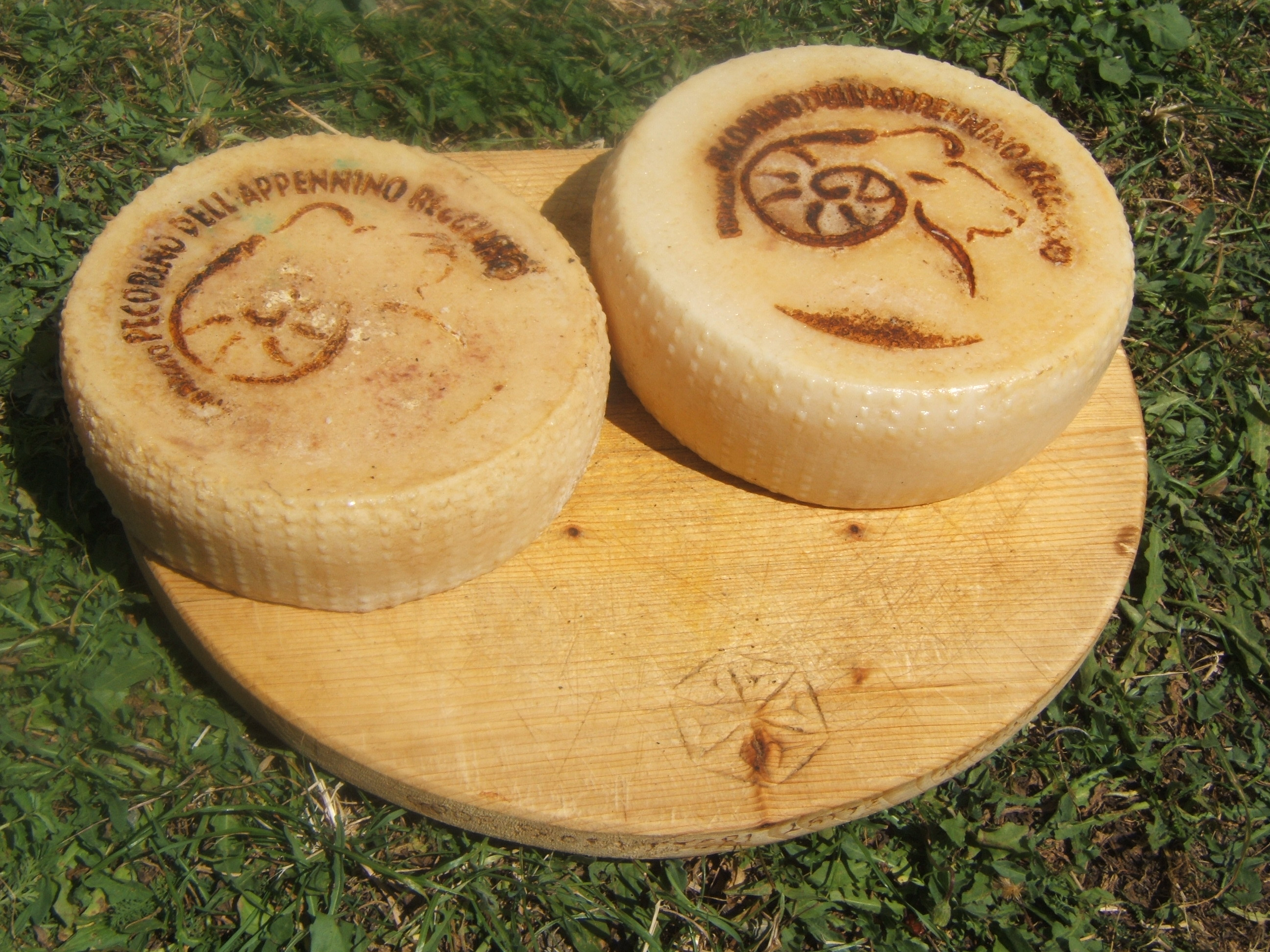
Il Pecorino dell'Appennino Reggiano.